# 대항해시대 5
대항해시대 5(大航海時代 5)는 코에이 테크모 게임즈가 개발하고 배급(한국 : 간드로메다)하는 웹 게임이다.
일본에서 2014년 3월 20일부터 3월 25일까지 오픈 베타를 진행하였고, 2014년 3월 26일 오후 4시 30분에 정식 서비스가 시작되었다.

## 대한민국의 역사
- 2014년 11월 26일~11월 30일 간드로 메다에서 CBT 시작
- 2014년 12월 2일 오픈 베타 실시
- 2014년 12월 15일~2015년 1월 14일 일섭과의 다른 문제에대한 문제 해결 기간진행
- 2015년 1월 15일 정식 서비스 및 첫 번째 대규모 업데이트 새로운 세계로의 여행 시작